# Монемвасия
Монемвасия (на гръцки: Μονεμβασιά) е малък средновековен град в Гърция, разположен на малък полуостров, край бреговете на Пелопонес, на 97 км югоизточно от Спарта. Подобно на Гибралтар, Монемвасия някога е контролирал морските брегове между средновековна Западна Европа и Леванта. Вътре в укрепения град къщите и отчетливо византийските църкви са все още обитаеми и са свързани с един дълъг, тесен павиран път към град Герифа на континенталната суша. Заможни гърци са възстановили някога разрушаващите се развалини и са ги превърнали във ваканционни къщи, но извън сезона Монемвасия е почти безлюдна, а мрежата от тесни странични улички - понякога широки, колкото да се разминат двама души - остава самотна. Целогодишно има ферибот или кораб с подводни криле от Атина.